# Esserval-Combe
Esserval-Combe là một xã trong vùng hành chính Franche-Comté, thuộc tỉnh Jura, quận Lons-le-Saunier, tổng Nozeroy. Tọa độ địa lý của xã là 46° 48' vĩ độ bắc, 06° 02' kinh độ đông. Esserval-Combe nằm trên độ cao trung bình là 755 mét trên mực nước biển, có điểm thấp nhất là 730 mét và điểm cao nhất là 846 mét. Xã có diện tích 1.76 km², dân số vào thời điểm 2005 là 14 người; mật độ dân số là 8 người/km².

## Thông tin nhân khẩu
| 1962 | 1968 | 1975 | 1982 | 1990 | 1999 |
| ---- | ---- | ---- | ---- | ---- | ---- |
| 29   | 30   | 23   | 20   | 17   | 21   |